# Кругляк Юрій Олексійович
Ю́рій Олексі́йович Кругля́к (14 лютого 1937, м. Харків) — український фізико-хімік, доктор хімічних і фіз.-мат. наук, професор, дійсний член АН вищої школи України по відділенню фізики. Вчений в галузі наноелектроніки і квантової хімії, один із засновників української школи квантової хімії.

## Життєпис
Народився 14 лютого 1937 року в місті Харкові. В 1959 році закінчив навчання на кафедрах теоретичної фізики та фізичної хімії Харківського державного університету, в якому продовжив підготовку в аспірантурі.
У 1960—1961 роках стажувався в комп'ютерному центрі Технологічного інституту Кейса у місті Клівленд, США. 1963 року захистив кандидатську дисертацію «Вивчення сольватації протона і йонів металів I та II груп елементів Періодичної системи на основі квантової механіки» і в цьому ж році очолив створену ним групу квантової хімії в Інституті фізичної хімії ім. Л. В. Писаржевського АН УРСР у місті Київ. Темою докторської дисертації, яку він захистив у 1969 році, була «Дослідження в теорії спряжених систем в парамагнітних станах».
У 1971 році перейшов до Інституту теоретичної фізики АН УРСР, в якому створив і очолював до 1979 року відділ квантової механіки молекул.
У 1979 р., після переїзду до Одеси, Ю. О. Кругляк активно залучається до педагогічної роботи. В 1979—1981 рр. він старший науковий співробітник Фізико-хімічного інституту АН УРСР, водночас професор кафедри органічної хімії Одеського державного університету ім. І. І. Мечнікова. У 1981—1989 рр. — професор кафедри фізики Одеського технологічного інституту ім. М. В. Ломоносова. В 1989 р. в Одеському державному університеті ім. І. І. Мечнікова створив кафедру молекулярної електроніки, яку очолював до 1998 р. В цьому ж році обіймає посаду професора кафедри інформаційних технологій Одеського державного екологічного університету, на якій працює досі.

## Наукова діяльність
Упродовж 1961—1979 років Юрій Кругляк спільно зі своїми співробітниками створив перший у СРСР пакет комп'ютерних алгоритмів і програм, що забезпечили швидкий розвиток квантової хімії і квантової біології в Україні. Зокрема, Юрієм Кругляком разом з Віктором Купрієвичем був розроблений метод конфігураційної взаємодії в представленні вторинного квантування, що дозволив отримати точні рішення для модельних гамільтоніанів спряжених систем. Кругляк і М. Д. Долгушин створили першу в СРСР комп'ютерну програму для численного рішення молекулярного рівняння Шредінгера з перших принципів. У 1967 та 1969 роках розроблені Юрієм Кругляком або за його підтримки методи і алгоритми вирішення рівняння Шредінгера для атомів і молекул були опубліковані у двох колективних монографіях, які вийшли друком у видавництві «Наукова думка» під егідою Інституту фізичної хімії та Інституту кібернетики Академії наук УРСР.
В Одесі всі наукові інтереси Ю. О. Кругляка зосереджені на нанофізиці, наноелектроніці і молекулярній електроніці. Зокрема, він розвинув квантово-механічну теорію одноелектронного одномолекулярного польового транзистора на молекулі бензолу та виконав чисельні розрахунки такого транзистора, розробляє основи наноелектроніки та спінтроніки в концепції «знизу — вгору», базуючись на методі нерівноважних функцій Гріна. В 2015 році видав монографію "Наноэлектроника «снизу — вверх». У 2016 році вийшла його монографія «Квантовая химия. Киев: 1963—1991», присвячена високоточним методам розв'язання молекулярного рівняння Шредінгера ab initio і основним науковим досягненнім його співробітників та його власним в області квантової хімії та квантової механіки молекул. У 2018 році опублікував монографію «Прогнозирование свойств молекулярных веществ. Критические свойства фреонов и их Si- и Ge-аналогов. Озонобезопасные фреоны и механизмы истощения озонового слоя Земли», в якій запропонував і обґрунтував новий підхід у вирішенні проблем «структура — властивість» з використанням молекулярних графів, повністю зважених за вершинами і ребрами. В тому ж році  вийшла з друку його книга «Физика и моделирование нанотранзисторов».
Юрій Кругляк підготував 8 докторів та 14 кандидатів наук, є автором понад 500 наукових статей у вітчизняних, іноземних і міжнародних журналах та 8 монографій.
В 1994 р. Ю. О. Кругляк був обраний дійсним членом Академії наук вищої школи України по Фізико-технічному відділенню, після реорганізації Академії — дійсний член по Відділенню фізики і астрономії. Є лауреатом Міжнародної Соросовської програми підтримки в галузі природничих наук. Неодноразово запрошувався для читання лекцій до провідних університетів Європи і США.
Юрій Кругляк є дійсним членом Українського фізичного товариства та членом-фундатором Міжнародного товариства молекулярної електроніки та біокомп'ютінгу (США).